# Abbans-Dessous
Abbans-Dessous és un municipi francès que es troba al departament del Doubs i de la regió de Borgonya - Franc Comtat. El 2019 tenia 252 habitants.